# البطولات الوطنية الأمريكية 1957 (كرة مضرب)
قائمة بالأبطال في 1957 البطولات الوطنية الأمريكية لكرة المضرب (المعروفة الآن باسم أمريكا المفتوحة):

## الكبار

### فردي رجال
مالكوم آندرسن هزم  آشلي كوبر 10-8 7-5 6-4

### فردي سيدات
ألثا غيبسون هزم  لويس بروه كلاب 6-3, 6-2